# Acalypha erubescens
Acalypha erubescens é uma espécie de flor do gênero Acalypha, pertencente à família Euphorbiaceae.